# Tatjana Arntgolc
Tatjana Albertowna Arntgolc, ros. Татья́на Альбе́ртовна Арнтго́льц (ur. 18 marca 1982 w Królewcu) – rosyjska aktorka.

## Życiorys
Arntgolc jest córką aktora Alberta Arntgolca i aktorki Valentiny Galich. Jej siostra bliźniaczka Olga, także jest aktorką. Razem uczęszczają do Wyższej Szkoły Teatralnej im. M.S. Schepkina w Moskwie.
Karierę aktorską rozpoczęła w 1999 roku grając rolę szkolnej studentki Katji Trofimowej w serialu obyczajowym Prostyje istiny.
W 2008 roku Tatjana wzięła ślub z Iwanem Żidkowem. Mają córkę Mariję, urodzoną 15 września 2009 roku w Moskwie.

## Wybrana filmografia
- 2014: Fotograf jako Natasza Sinkina
- 2006: Durdom jako pielęgniarka Swietłana
- 2006: Ohota na genija jako Ania Gałkina
- 2003: Moskwa. Centralnyj okrug
- 1999: Prostyje istiny jako Katja Trofimowa